# Saint-Mamert-du-Gard
Saint-Mamert-du-Gard este o comună în departamentul Gard din sudul Franței. În 2009 avea o populație de 1.437 de locuitori.

## Evoluția populației
| An        | 1975 | 1982 | 1990 | 1999  | 2006  | 2009  |
| --------- | ---- | ---- | ---- | ----- | ----- | ----- |
| Populație | 385  | 655  | 887  | 1.100 | 1.215 | 1.437 |